# 立川裕二
立川 裕二（たちかわ ゆうじ、1979年10月5日 - ）は、日本の理論物理学者。東京大学国際高等研究所カブリ数物連携宇宙研究機構教授。専門分野は素粒子物理学、特に超弦理論における場の理論や数理物理など。大阪府富田林市出身。

## 経歴
灘中学校・高等学校在学中に、国際数学オリンピックの日本代表に2回選出された。1995年（日本予選：中学3年、国際大会：高校1年）の第36回カナダ大会、1996年（日本予選：高校1年、国際大会：高校2年）の第37回インド大会に連続出場し、共に銀メダルを獲得した。当時のメンバーに中島さち子がいる。
1998年、灘高等学校を卒業後、東京大学理科一類入学、東京大学理学部物理学科卒業。2006年、東京大学大学院理学系研究科物理学専攻博士課程修了。2006年、プリンストン高等研究所自然科学部門（School of Natural Sciences）博士研究員。2010年、東京大学数物連携宇宙研究機構特任助教。2012年、東京大学理学部物理学科准教授、東京大学カブリ数物連携宇宙研究機構科学研究員。2016年、東京大学国際高等研究所カブリ数物連携宇宙研究機構教授。

## 研究
超弦理論に関する重力理論、数理物理、及び超対称性のある4次元場の理論。AGT対応の発見者の一人。

## 受賞等歴
- 2012年 日本物理学会 第15回論文賞受賞論文
- 2014年 ヘルマン・ワイル賞[5][6]
- 2014年 西宮湯川記念賞
- 2015年 基礎物理学ブレイクスルー賞 (2016 New Horizons in Physics Prize)[7]
- 2018年 国際数学者会議 (Rio de Janeiro, 2018) 招待講演者 (講演非実施)[8]